# Eyyvah Eyvah
Eyyvah Eyvah ist ein türkischer Spielfilm des Regisseurs Hakan Algül aus dem Jahr 2010. Der Film wurde mit Eyyvah Eyvah 2 und Eyyvah Eyvah 3 fortgesetzt.

## Handlung
Hüseyin lebt mit seinen Großeltern in einem Dorf in der türkischen Region Thrakien. Zwei Dinge sind in Hüseyins Leben von großer Bedeutung, das sind seine Klarinette und seine Verlobte Müjgan. Doch eines Tages ist Hüseyin gezwungen, nach İstanbul zu gehen und sein geliebtes Dorf zu verlassen. In der Großstadt erhält Hüseyin die größte Unterstützung von seiner Klarinette und später von einer Barsängerin namens Firuzan. Firuzan führt ein hochkompliziertes Leben und beide erleben ein humorvolles Abenteuer.

## Produktion
Der Film wurde in Istanbul und in Çanakkale gedreht.

## Veröffentlichung
Der Film startete in ganz Deutschland am 25. Februar 2010 und in der Türkei und in Österreich am 26. Februar 2010 auf Platz eins der türkischen Kinokassen-Charts mit einer Summe von 1.597.709 $.

## Rezeption
„[…] Ein Dorfmusiker vom Land irrt mit einer alternden Nachtclub-Diva durch die Straßen Istanbuls, um den Vater des Musikers zu suchen, wobei sie allerhand Widrigkeiten erleben. Über weite Strecken liebenswerte Burleske mit viel Lokalkolorit, die sich gängiger Istanbul-Klischees bedient, aber nicht zuletzt durch das nuancenreiche Schauspiel Klamotte und lebensnahe Bodenständigkeit miteinander versöhnt.“

### Einspielergebnisse
Der Film war vier Wochen in Folge die Nummer eins an den türkischen Kinokassen und hat eine Summe von 12.011.619 US-Dollar eingespielt.